# انتخابات ریاست باشگاه فوتبال بارسلونا ۲۰۱۵
انتخابات ریاست باشگاه فوتبال بارسلونا ۲۰۱۵ سیزدهمین انتخابات ریاست باشگاه فوتبال بارسلونا بود که در روز شنبه، ۱۸ ژوئیه ۲۰۱۵ برگزار شد. نامزدی رئیس موقت جوزپ ماریا بارتومئو سه رقیب اصلی دیگر را شکست داد: خوان لاپورتا، رئیس سابق این باشگاه، تونی فریکسا، مدیر اجرایی سابق، و آگوستی بندیتو، یک کارآفرین. رأی دهندگان این انتخابات ۱۰۹٬۶۳۷ نفر از اتحادیه فوتبال بارسلونا (اعضا) در نیوکمپ بودند که از طریق سیستم رأی‌گیری جهانی رای دادند و رئیس جدید خود را برای ۶ سال انتخاب کردند. مشارکت نهایی ۴۳٫۱۲٪ بود که نسبت به انتخابات گذشته ۵٪ کاهش داشته‌است.

## تقویم انتخاباتی
تقویم انتخاباتی به شرح زیر بود:
- ۱۱ ژوئن: انتخابات نامیده می‌شود
- ۲۴–۲۶ ژوئن: سرشماری جمع‌آوری شد
- ۲۹ ژوئن - ۴ ژوئیه: اطلاعیه‌ها و امضاهای نامزدی
- ۶–۸ ژوئیه: اعلام نامزدهای معتبر
- ۹–۱۶ ژوئیه: کمپین انتخاباتی
- ۱۷ ژوئیه: سکوت انتخابات
- ۱۸ ژوئیه: انتخابات

## نامزدی‌ها
۷ پیش نامزدی وجود داشت: جوزپ ماریا بارتومئو، آگوستی بندیتو، جوردی فاره، تونی فریکسا، خوان لاپورتا، جوردی ماجو، و جوان باتیسته. حتی وقتی این باشگاه بیش از ۱۴۰٬۰۰۰ عضو دارد، تنها افرادی که می‌توانستند رأی دهند ۱۰۹٬۶۳۷ عضوی بودند که سن لازم را داشتند. هر نامزد باید قبل از ۴ ژوئیه ۲۵۳۴ بلیط پشتیبانی دریافت کند. با فرارسیدن روز، جوزپ ماریا بارتومئو، خوان لاپورتا، تونی فریکسا و آگوستی بندیتو توانستند بلیط‌ها را جمع کنند و در واقع آن‌ها را کاندیداهای رسمی و نهایی ریاست کنند.

## نتایج
با شرکت نهایی ۴۷٬۲۷۰ نفر از جامعه (۴۳٫۱۲٪ از سرشماری)، جوزپ ماریا بارتومئو ۲۵٬۸۲۳ رأی (۵۴٫۶۳٪) کسب کرد و در انتخابات پیروز شد، خوان لاپورتا ۱۵٬۶۱۵ رأی (۳۳٫۰۳٪) و در آخر آگوستی بندیتو با ۳٬۳۸۶ رأی (۷٫۱۶٪) و تونی فریکسا با ۱٬۷۵۰ رأی (۳٫۷۰٪).